# Robecq
Robecq est une commune française située dans le département du Pas-de-Calais en région Hauts-de-France. Ses habitants sont appelés les Robecquois. La commune est membre de la communauté d'agglomération de Béthune-Bruay, Artois-Lys Romane.

## Géographie

### Localisation
Localisée dans le sud-est du département du Pas-de-Calais, Robecq est une commune rurale, traversée par le canal d'Aire à la Bassée, la Clarence et la Nave, située, à vol d'oiseau, à 9 km au nord-ouest de la commune de Béthune (chef-lieu d'arrondissement).
Le territoire de la commune est limitrophe de ceux de six communes.
Les communes limitrophes sont Saint-Venant, Busnes, Calonne-sur-la-Lys, Gonnehem, Mont-Bernanchon et Saint-Floris.

### Géologie et relief
La superficie de la commune est de 10,56 km2 ; son altitude varie de 16  à   20 mètres.

### Hydrographie
La commune, située dans le bassin Artois-Picardie, est, selon le Service d'administration nationale des données et référentiels sur l'eau (Sandre), drainée par sept cours d'eau :
- le canal d'Aire à la Bassée, d'une longueur de 39,29 km, qui prend sa source dans la commune de Bauvin et se jette dans La Lys au niveau de la commune d'Aire-sur-la-Lys[4] ;
- la Clarence, d'une longueur de 32,7 km, qui prend sa source dans la commune de Sains-lès-Pernes et se jette dans la Vieille Lys aval au niveau de la commune de Calonne-sur-la-Lys[5] ;
- la Nave, d'une longueur de 21,88 km, qui prend sa source dans la commune de Fontaine-lès-Hermans et se jette dans la Clarence[6] ;
- la rivière de Busnes, d'une longueur de 12,64 km, qui prend sa source dans la commune de Lillers et se jette dans la Lys, au niveau de la commune de Haverskerque[7] ;
- le Courant de la Demingue, d'une longueur de 7,47 km, qui prend sa source dans la commune de Saint-Venant et se jette dans la Lys, au niveau de la commune de Merville[8] ;
- l'Eclème, d'une longueur de 4,52 km qui prend sa source dans la commune de Busnes et se jette dans la rivière de Busnes au niveau de la commune[9] ;
- le courant de la demingue, d'une longueur de 0,97 km qui prend sa source dans la commune et se jette dans la rivière de Busnes au niveau de la commune de Busnes[10].

Et par deux petits cours d'eau aux toponymes hydrographiques inconnus,.

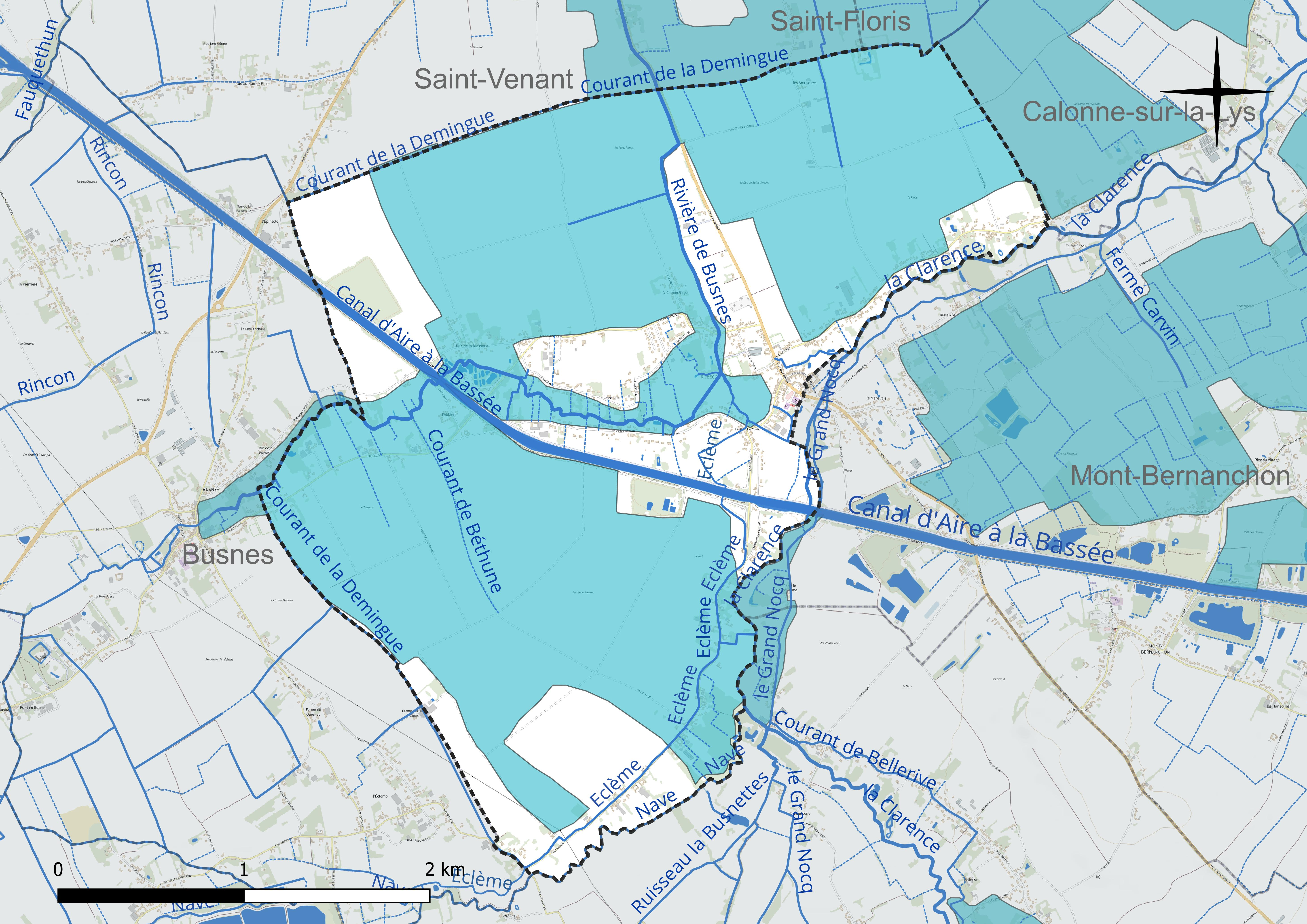
Réseau hydrographique de Robecq.

### Climat
Pour des articles plus généraux, voir Climat des Hauts-de-France et Climat du Nord-Pas-de-Calais.
En 2010, le climat de la commune est de type climat océanique dégradé des plaines du Centre et du Nord, selon une étude du Centre national de la recherche scientifique (CNRS) s'appuyant sur une série de données couvrant la période 1971-2000. En 2020, Météo-France publie une typologie des climats de la France métropolitaine dans laquelle la commune est exposée à un climat océanique et est dans la région climatique Côtes de la Manche orientale, caractérisée par un faible ensoleillement (1 550 h/an) ; forte humidité de l’air (plus de 20 h/jour avec humidité relative > 80 % en hiver), vents forts fréquents.
Pour la période 1971-2000, la température annuelle moyenne est de 10,7 °C, avec une amplitude thermique annuelle de 13,9 °C. Le cumul annuel moyen de précipitations est de 707 mm, avec 11,9 jours de précipitations en janvier et 8,7 jours en juillet. Pour la période 1991-2020, la température moyenne annuelle observée sur la station météorologique la plus proche, située sur la commune de Lillers à 7 km à vol d'oiseau, est de 11,1 °C et le cumul annuel moyen de précipitations est de 731,5 mm,. Pour l'avenir, les paramètres climatiques de la commune estimés pour 2050 selon différents scénarios d'émission de gaz à effet de serre sont consultables sur un site dédié publié par Météo-France en novembre 2022.

## Urbanisme

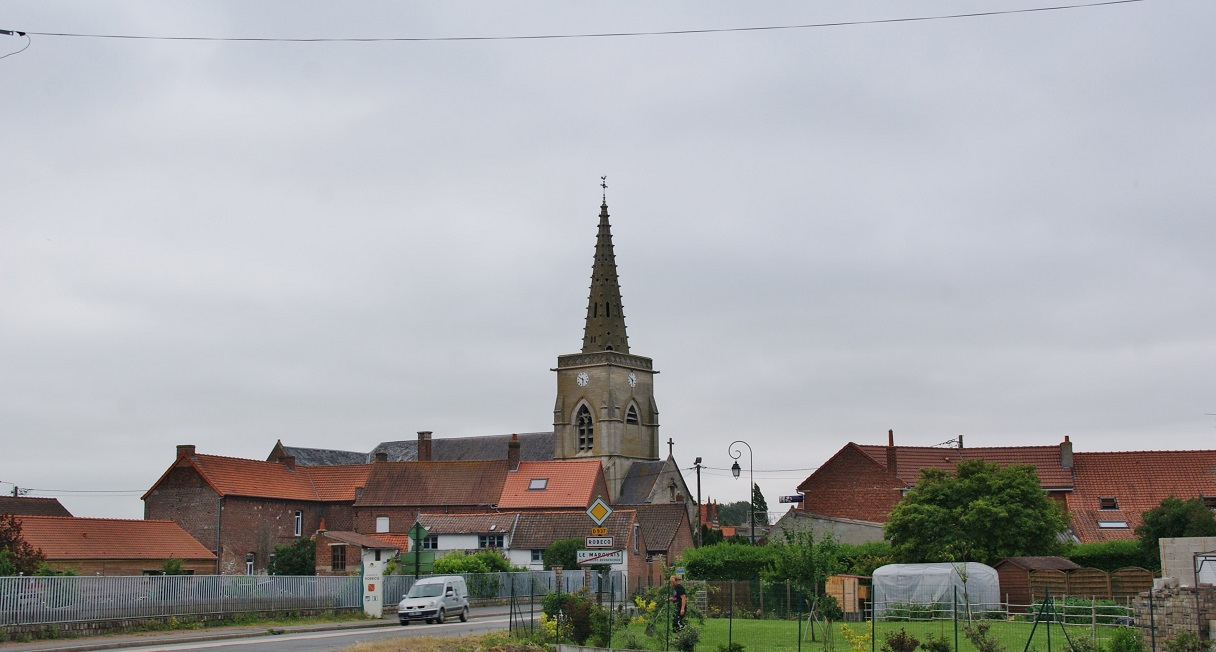
L'entrée de Robecq, avec l'église en fond.

### Typologie
Au 1er janvier 2024, Robecq est catégorisée bourg rural, selon la nouvelle grille communale de densité à sept niveaux définie par l'Insee en 2022.
Elle appartient à l'unité urbaine de Béthune, une agglomération inter-départementale regroupant 94  communes, dont elle est une commune de la banlieue,,. La commune est en outre hors attraction des villes,.

### Occupation des sols
L'occupation des sols de la commune, telle qu'elle ressort de la base de données européenne d’occupation biophysique des sols Corine Land Cover (CLC), est marquée par l'importance des territoires agricoles (94,4 % en 2018), en diminution par rapport à 1990 (97,2 %). La répartition détaillée en 2018 est la suivante : 
terres arables (76,9 %), prairies (16,9 %), zones urbanisées (5,6 %), zones agricoles hétérogènes (0,6 %). L'évolution de l’occupation des sols de la commune et de ses infrastructures peut être observée sur les différentes représentations cartographiques du territoire : la carte de Cassini (XVIIIe siècle), la carte d'état-major (1820-1866) et les cartes ou photos aériennes de l'IGN pour la période actuelle (1950 à aujourd'hui).

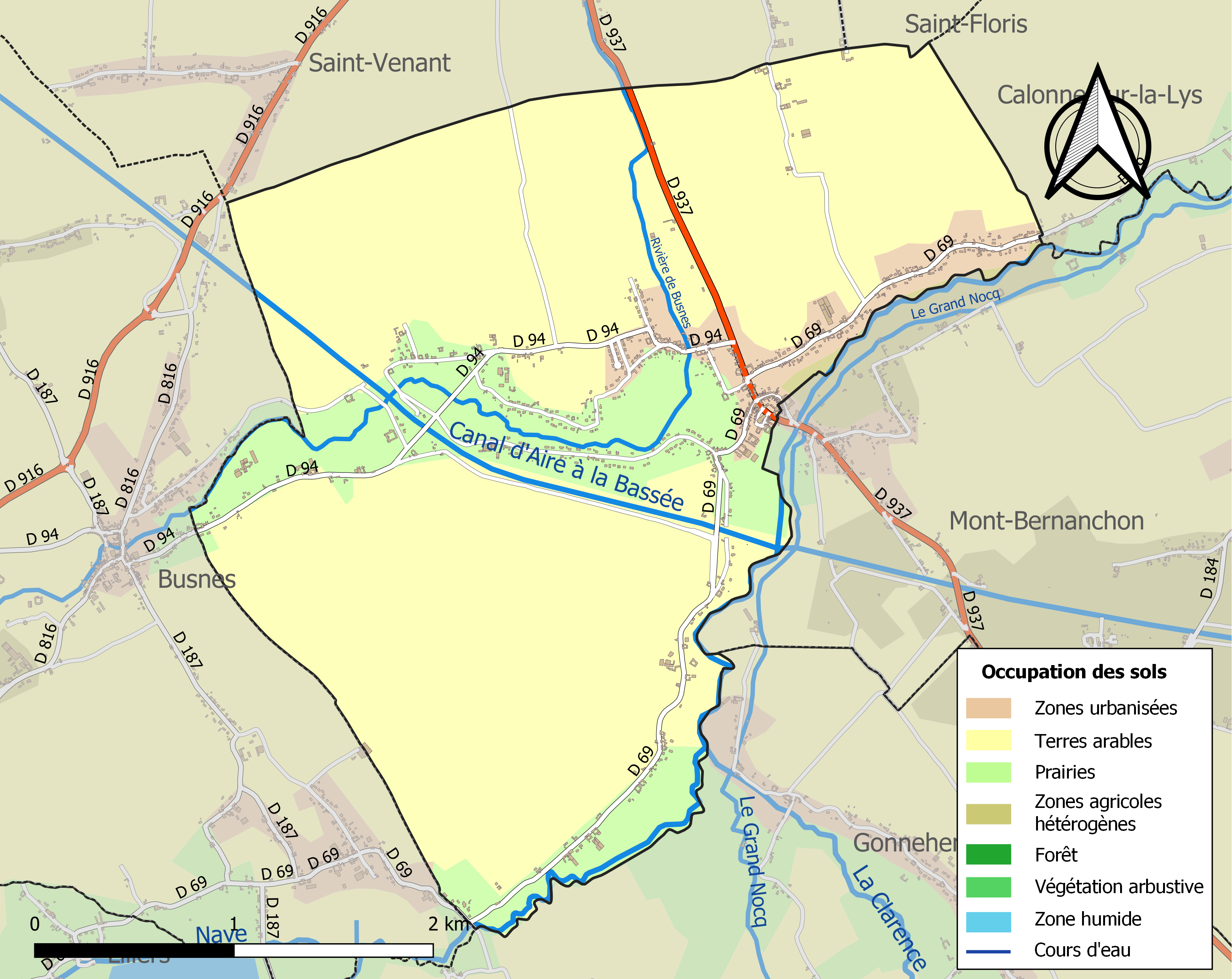
Carte des infrastructures et de l'occupation des sols de la commune en 2018 (CLC).

### Milieux naturels et biodiversité
L’Inventaire national du patrimoine naturel (INPN) recense plusieurs espèces faunistiques et floristiques sur le territoire de la commune dont certaines sont protégées et d’autres menacées et quasi-menacées.

## Toponymie
Le nom de la localité est attesté sous les formes Rosbeccam en 1104 ; Rosbeca en 1152 ; Rosbecca en 1163 ; Rosbeca en 1184 ; Robeca en 1194 ; Robecca en 1202 ; Rosbeke en 1221 ; Rosbek en 1221 ; Robieke en 1294 ; Robecque en 1357 ; Robeique en 1366 ; Robecques en 1435 ; Raubeka vers 1512 ; Robech en 1590 ; Roobecque en 1720 ; Robecq au XVIIIe siècle ; Robecq en 1793 et depuis 1801.
Il s'agit d'un type toponymique courant, dans ce cas issu de l'ancien néerlandais, forme évoluée du vieux bas francique, dont les produits ont généralement été latinisés en Rosbaci- ou Resbaci-,. C'est un composé des éléments ancien néerlandais *raus > *ros (cf. ancien français ros dont le diminutif rosel a donné roseau) et bēke « ruisseau ». La rivière qui irrigue le village s'appelle aujourd'hui la Clarence (la rivière claire). Homophonie partiellement fortuite avec le Robec (Rodhebec 1024), rivière traversant Rouen.
Le vieux bas francique explique en revanche les composés analogues Rebais (Seine-et-Marne, Resbacis 635), Rebets (Seine-Maritime, Rosbacium 854), Roubaix (Nord, Rusbaci IXe siècle, Robacum 863), etc.

## Histoire
En 1583, Louis de Saint-Omer (maison de Saint-Omer) est seigneur de Robecq.
Le 31 juillet 1630, des lettres de Madrid érigent la terre et seigneurie de Robecque (Robecq) en principauté au bénéfice de Jean de Montmorency (maison de Montmorency), en y incorporant la ville et vicomté d'Aire, les villages de Blessy, Blesselles, Saint-Quentin, Glomenghen, Famechon.
Jean de Montmorency est ainsi prince de Robecq, marquis de Morbecque, comte d'Estaires, vicomte d'Aire, baron d'Haverskerque et des Wastines, seigneur de Robecq et de Bersée.
En 1724, un membre de la famille d'Oignies, François Joseph d'Oignies est baron de Robecq, et possesseur d'une seigneurie dans la châtellenie de Bourbourg. Son frère Louis Théodore est baron d'Oignies et prêtre de l'église Saint-Donat de Bruges.
D'après l'historien français Auguste de Loisne : « Robecq (érection en principauté de 1634) faisait partie de la gouvernance de Béthune en 1789 et avait une coutume locale rédigée en 1507 suivant la coutume d’Artois. Son église paroissiale, d’abord diocèse de Thérouanne, puis de Saint-Omer, doyenné de Lillers, était consacrée à saint Maurice ; l’abbé de Saint-Augustin-lez-Thérouanne présentait à la cure. »
La commune est décorée de la croix de guerre 1914-1918 par décret du 23 septembre 1920, distinction également attribuée à 276 autres communes du Pas-de-Calais.

## Politique et administration

### Découpage territorial
La commune se trouve dans l'arrondissement de Béthune du département du Pas-de-Calais.

#### Commune et intercommunalités
La commune est membre de la communauté d'agglomération de Béthune-Bruay, Artois-Lys Romane qui regroupe 100 communes et totalise 275 327 habitants en 2021.

#### Circonscriptions administratives
La commune est rattachée au canton de Lillers.

#### Circonscriptions électorales
Pour l'élection des députés, la commune fait partie de la neuvième circonscription du Pas-de-Calais.

### Élections municipales et communautaires

#### Liste des maires
| Période                                  | Période                   | Identité             | Étiquette | Qualité                                                                                                  |
| ---------------------------------------- | ------------------------- | -------------------- | --------- | --- |
| Les données manquantes sont à compléter. |                           |                      |           | |
| c. 1825                                  |                           | Casimir Joseph Wiart |           | |
| Les données manquantes sont à compléter. |                           |                      |           | |
| 2001                                     | 9 mars 2008               | Yves Cabaret         | app. UMP  | |
| mars 2008                                | En cours (au 25 mai 2020) | Hervé Deroubaix      | DVD       | Ingénieur et cadre technique d'entreprise Réélu pour le mandat 2014-2020, Réélu pour le mandat 2020-2026 |

### Instances de démocratie participative
La commune s'est dotée d'un Conseil municipal des jeunes.

## Population et société

### Démographie
Les habitants sont appelés les Robecquois.

#### Évolution démographique
L'évolution du nombre d'habitants est connue à travers les recensements de la population effectués dans la commune depuis 1793. Pour les communes de moins de 10 000 habitants, une enquête de recensement portant sur toute la population est réalisée tous les cinq ans, les populations de référence des années intermédiaires étant quant à elles estimées par interpolation ou extrapolation. Pour la commune, le premier recensement exhaustif entrant dans le cadre du nouveau dispositif a été réalisé en 2004.

En 2022, la commune comptait 1 320 habitants, en évolution de −3,51 % par rapport à 2016 (Pas-de-Calais : −0,72 %, France hors Mayotte : +2,11 %).
| 1793  | 1800  | 1806  | 1821  | 1831  | 1836  | 1841  | 1846  | 1851  |
| ----- | ----- | ----- | ----- | ----- | ----- | ----- | ----- | ----- |
| 1 248 | 1 312 | 1 365 | 1 433 | 1 439 | 1 489 | 1 434 | 1 448 | 1 484 |

| 1856  | 1861  | 1866  | 1872  | 1876  | 1881  | 1886  | 1891  | 1896  |
| ----- | ----- | ----- | ----- | ----- | ----- | ----- | ----- | ----- |
| 1 476 | 1 465 | 1 473 | 1 471 | 1 486 | 1 465 | 1 503 | 1 508 | 1 511 |

| 1901  | 1906  | 1911  | 1921  | 1926  | 1931  | 1936  | 1946  | 1954  |
| ----- | ----- | ----- | ----- | ----- | ----- | ----- | ----- | ----- |
| 1 473 | 1 352 | 1 297 | 1 130 | 1 139 | 1 056 | 1 074 | 1 050 | 1 074 |

| 1962  | 1968  | 1975  | 1982  | 1990  | 1999  | 2004  | 2006  | 2009  |
| ----- | ----- | ----- | ----- | ----- | ----- | ----- | ----- | ----- |
| 1 090 | 1 109 | 1 006 | 1 037 | 1 063 | 1 062 | 1 131 | 1 169 | 1 246 |

| 2014  | 2019  | 2022  | - | - | - | - | - | - |
| ----- | ----- | ----- | - | - | - | - | - | - |
| 1 355 | 1 342 | 1 320 | - | - | - | - | - | - |

#### Pyramide des âges
En 2018, le taux de personnes d'un âge inférieur à 30 ans s'élève à 33,3 %, soit en dessous de la moyenne départementale (36,7 %). De même, le taux de personnes d'âge supérieur à 60 ans est de 23,7 % la même année, alors qu'il est de 24,9 % au niveau départemental.
En 2018, la commune comptait 685 hommes pour 666 femmes, soit un taux de 50,70 % d'hommes, largement supérieur au taux départemental (48,50 %).
Les pyramides des âges de la commune et du département s'établissent comme suit.
| Hommes | Classe d’âge | Femmes |
| ------ | ------------ | ------ |
| 0,7    | 90 ou +      | 1,4    |
| 5,3    | 75-89 ans    | 7,7    |
| 16,2   | 60-74 ans    | 16,2   |
| 24,4   | 45-59 ans    | 21,6   |
| 18,2   | 30-44 ans    | 21,9   |
| 14,4   | 15-29 ans    | 13,7   |
| 20,7   | 0-14 ans     | 17,5   |

| Hommes | Classe d’âge | Femmes |
| ------ | ------------ | ------ |
| 0,5    | 90 ou +      | 1,6    |
| 5,6    | 75-89 ans    | 8,9    |
| 16,7   | 60-74 ans    | 18,1   |
| 20,2   | 45-59 ans    | 19,2   |
| 18,9   | 30-44 ans    | 18,1   |
| 18,2   | 15-29 ans    | 16,2   |
| 19,9   | 0-14 ans     | 17,9   |

## Culture locale et patrimoine

### Lieux et monuments

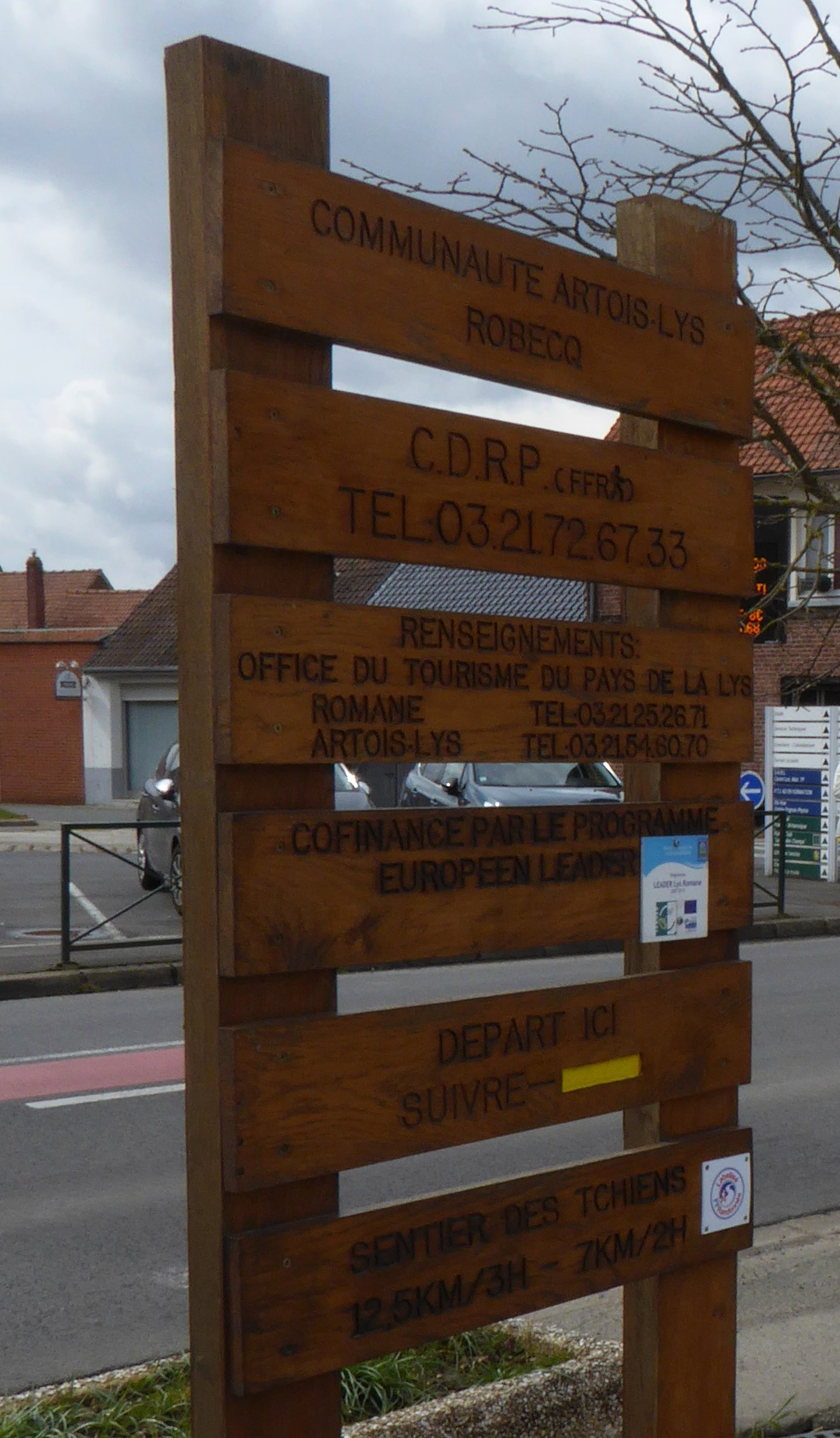
Le départ du sentier pédestre.

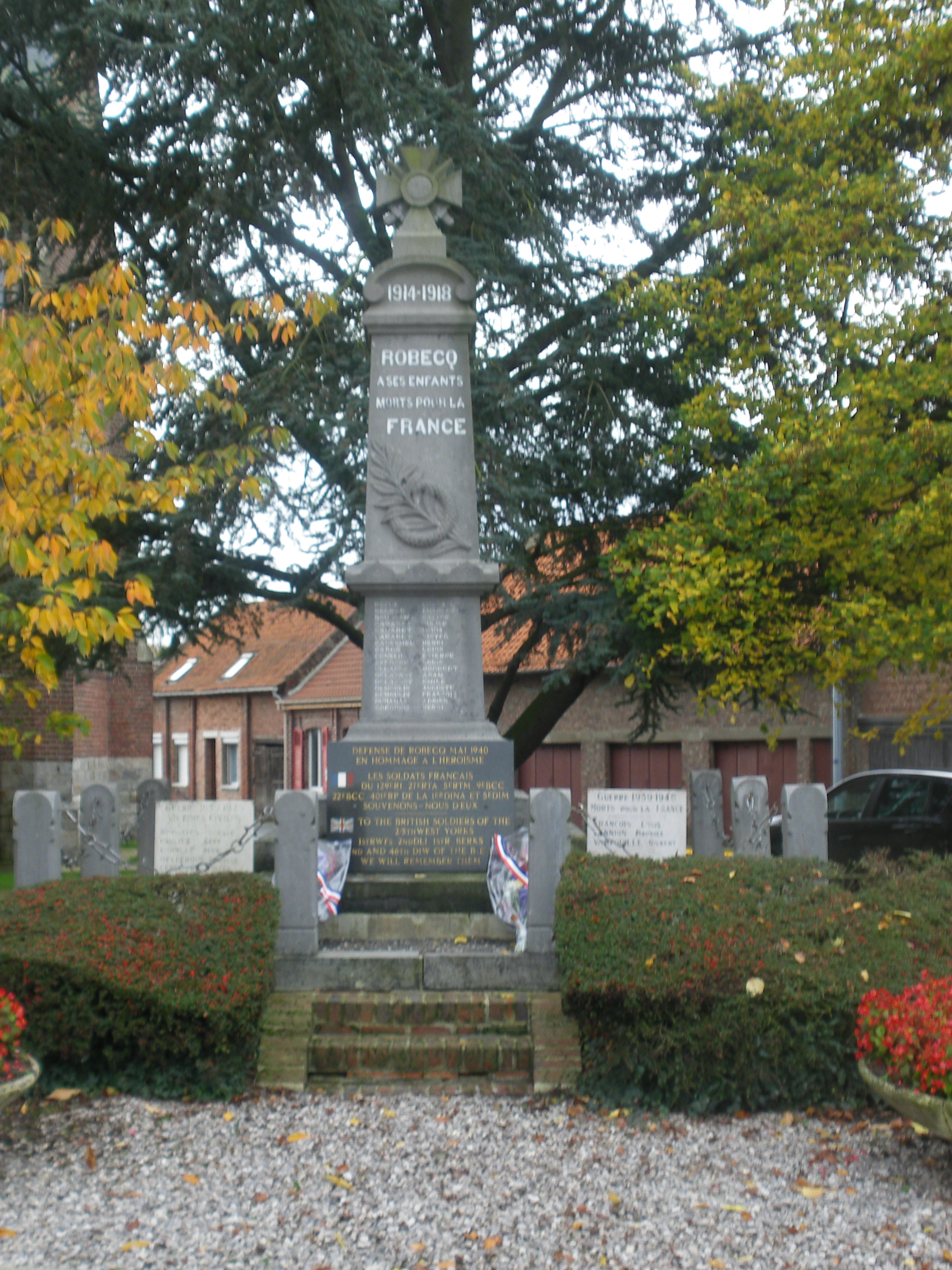
Le monument aux morts.

- L'espace culturel Au coin de l'Espérance comprenant une bibliothèque et une salle de musique.
- Le monument aux morts, surmonté d'une croix de guerre[42].
- Le monument, en trois éléments, érigé à l'intersection de la rue Saint-Venant et la rue de l'Eclème, en souvenir des combats de la bataille de Dunkerque lors de la Seconde Guerre mondiale[42].
- La borne commémorative élevée par le gouvernement portugais à l’endroit où fut repoussé l’armée allemande en avril 1918. Au total, sept bornes sont élevées : deux à Hinges, une à Mont-Bernanchon, à Saint-Floris, Essars, Beuvry-le-Hamel[43].
- Le cimetière militaire britannique (intercommunal avec Saint-Venant).
- Le sentier pédestre fléché.

### Personnalités liées à la commune
- Liste des seigneurs et princes de Robech.

### Héraldique
| Blason de Robecq | Blason  | De gueules à la bande d'or accompagnée de six billettes du même ordonnées en orle. Ornements extérieursCroix de guerre 1914-1918 |
| Blason de Robecq | Détails | Adopté par la municipalité en juin 1992.                                                                                         |

## Pour approfondir

#### Bases de données, dictionnaires et encyclopédies
- Ressources relatives à la géographie :   - Insee (communes)
  - Ldh/EHESS/Cassini
- Ressource relative à plusieurs domaines :   - Annuaire du service public français
- Notices d'autorité :   - BnF (données)